# SEAT Marbella
O SEAT Marbella foi um automóvel produzido pela SEAT de 1986 até 1998. Se trata de uma versão remodelada do SEAT Panda.

## História

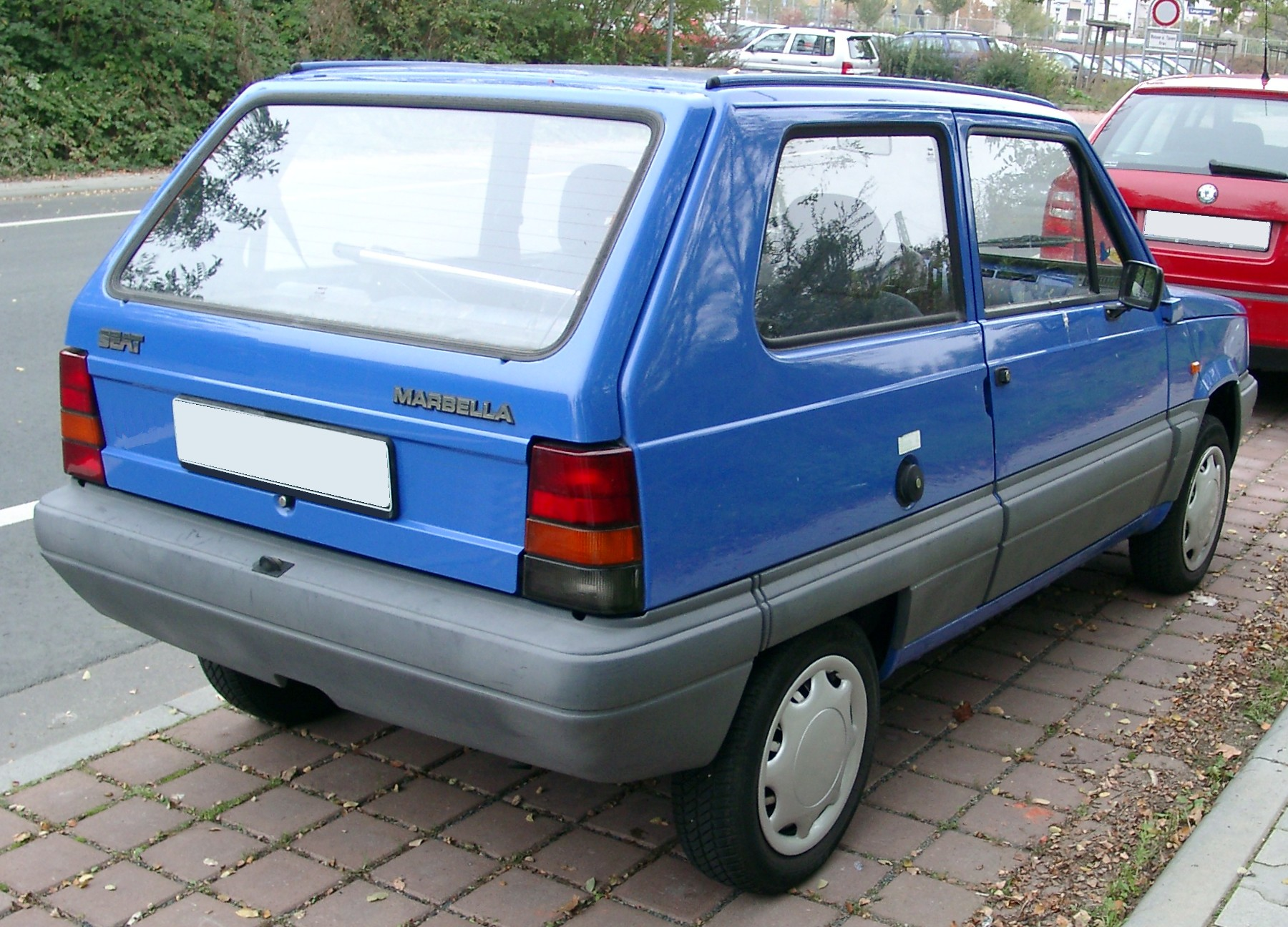
Traseira

O nome "Marbella" foi usado pela SEAT pela primeira vez no ano modelo de 1983, em uma versão luxuosa do SEAT Panda.
Ao receber uma remodelação em dezembro de 1986, o Panda mudou seu nome para Marbella e foi produzido pela SEAT até 1998 na fábrica da empresa em Zona Franca, na Espanha. O fim da produção do Marbella em 1998 também significou o fim da produção de veículos naquela fábrica.

### Diferenças
As diferenças óbvias entre um Panda e um Marbella estão na parte da frente e de trás do carro, onde os faróis e as lanternas e os painéis do porta-malas são diferentes. O Marbella ganhou uma inclinação no painel frontal.
O Marbella apresentava um porta-malas com capacidade de 272 litros, expansível para 1.088 litros quando os bancos traseiros são dobrados.

## SEAT Terra (24/024A, 1987–1996)

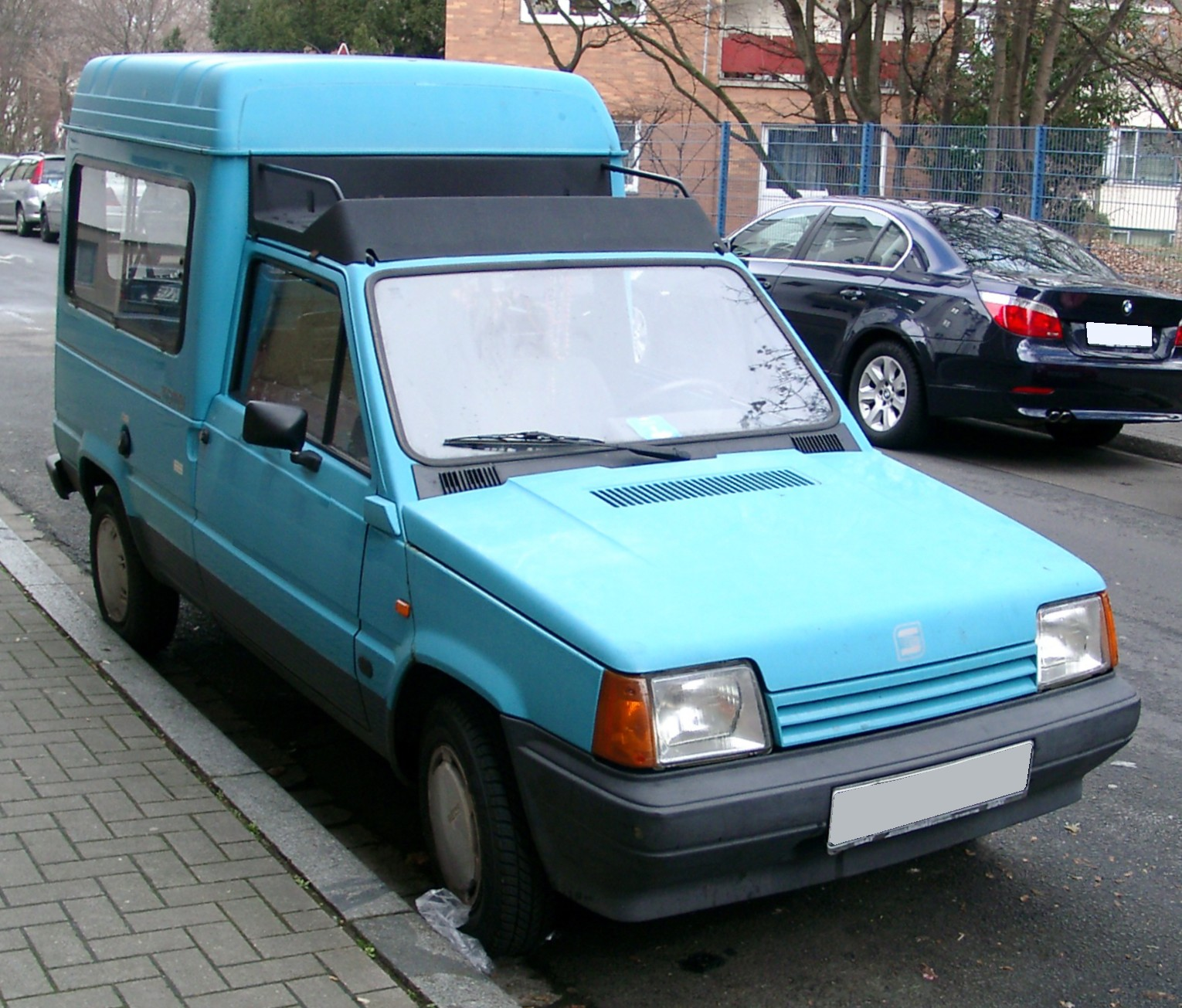
SEAT Terra, vista dianteira.

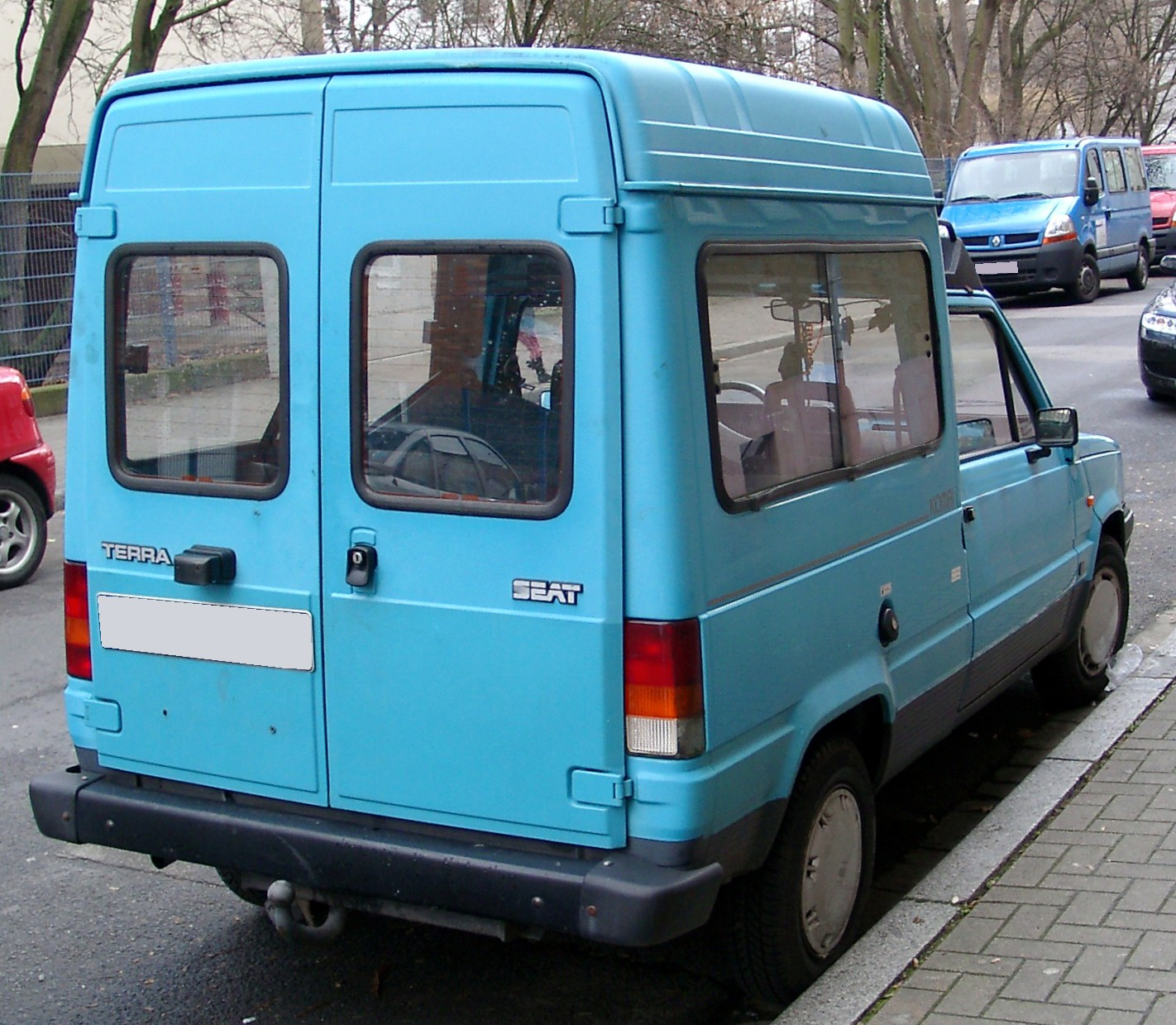
SEAT Terra, vista traseira.

Uma versão furgão do Marbella, chamada SEAT Terra, foi produzida na Espanha de 1987 a 1996, quando este modelo foi substituído por seu sucessor, o SEAT Inca. O SEAT Terra compartilhava os suportes e a frente do Marbella, mas a traseira foi substituída por uma caixa de metal grande e alta; havia também um bagageiro de carga acima do teto da cabine. Era muito popular na Espanha e também estava disponível em mercados de exportação.

## Carros-conceito
No Salão do Automóvel de Frankfurt de 1991, a SEAT apresentou o carro-conceito SEAT Marbella Playa.